# Norra Sandsjö landskommun
Norra Sandsjö landskommun var en tidigare kommun i Jönköpings län.

## Administrativ historik
När 1862 års kommunalförordningar trädde i kraft den 1 januari 1863 inrättades i Sverige cirka 2 400 landskommuner samt 89 städer och ett mindre antal köpingar. Då inrättades i Sandsjö socken i Västra härad i Småland denna kommun. Namnet var ursprungligen Sandsjö, vilket 1885 ändrades till Norra Sandsjö i särskiljande syfte.
År 1930 bröts ett område i västra delen av kommunen ut för att bilda Bodafors köping.
Vid den riksomfattande kommunreformen 1952, då antalet kommuner minskade från 2 498 till 1037, bildade Norra Sandsjö storkommun genom sammanläggning med den tidigare kommunen Bringetofta.
Nästa indelningsreform innebar att kommunen upplöstes år 1971 och att området gick upp i Nässjö kommun.
Kommunkoden 1952–70 var 0632.

### Kyrklig tillhörighet
I kyrkligt hänseende tillhörde kommunen Norra Sandsjö församling. Den 1 januari 1952 tillkom Bringetofta församling.

## Geografi
Norra Sandsjö landskommun omfattade den 1 januari 1952 en areal av 272,30 km², varav 256,43 km² land. Efter nymätningar och arealberäkningar färdiga den 1 januari 1957 omfattade landskommunen den 1 november 1960 en areal av 271,47 km², varav 255,64 km² land.

### Tätorter i kommunen 1960
I Norra Sandsjö landskommun fanns tätorten Grimstorp, som hade 233 invånare den 1 november 1960. Tätortsgraden i kommunen var då 10,1 procent.

## Politik

### Mandatfördelning i valen 1938–1966
| 5 | 12 | 2 | 1 |

| 20 |

| 6 | 1 | 11 | 2 |

| 20 |

| 7 | 14 | 4 |

| 24 |

| 6 | 17 | 11 |  |

| 34 |

| 6 | 18 | 8 | 3 |

| 34 |

| 5 | 21 | 6 | 3 |

| 34 |

| 6 | 20 | 6 | 3 |

| 32 |

| 5 | 19 | 7 | 4 |

| 33 |